# Bursaspor
Bursaspor is een Turkse professionele voetbalclub uit Bursa.
De club is opgericht op 1 juni 1963. De club houdt zich naast voetbal ook bezig met talrijke andere sporten, zoals volleybal, zwemmen en tafeltennis.
De club speelt zijn thuiswedstrijden in het Timsah Arena. De kleuren van de club zijn groen-wit. Het groen komt van de vlakte in Bursa, en het wit van de sneeuw uit de bergen van Bursa. De club is de 5e club die kampioen werd in de Süper Lig. In 2024 degradeerde de voetbalclub naar het vierde niveau van Turkije, eveneens de laagste professionele competitie.

Bursa ligt in de Marmararegio.

## Geschiedenis

### Oprichting
Bursaspor is het resultaat van een fusie tussen de volgende 5 voetbalclubs: Akinspor, Acaridmanyurdu, Çelikspor, Istiklal en Pinarspor. Bij het bedenken van het clublogo heeft men rekening gehouden met deze clubs: de vijf sterren representeren de 5 voetbalclubs. Drie jaar na oprichting werd Bursaspor kampioen in de tweede Turkse divisie. Bursaspor heeft veelvuldig in de Süper Lig gespeeld en de club is sinds het seizoen 2006/2007 weer terug op het hoogste Turkse voetbalniveau. In 1970-71, 1973-74 en in 1991-92 werd Bursaspor verliezend finalist in de Turkse Beker. Eenmaal won de club uit Bursa de beker (1985-86). Destijds werd Altay uit İzmir met 2-0 verslagen. In de jaren 60, 70, 80 en 90 gold Bursaspor als een subtopper, met als toppunt een vierde plaats in 1979/80. Sinds de eeuwwisseling probeert de club zich echter te promoveren naar of te handhaven in de Süper Lig. Memorabele wedstrijden van Bursaspor werden gespeeld op 7 september 1980 en 2 november 2001. In 1980 wonnen de groen-witten thuis met 5-0 van Beşiktaş JK en in 2001 werd Galatasaray SK met dezelfde score verslagen. Elf jaar na oprichting nam Bursaspor deel aan de Europacup II. Hierin werd de club in de kwartfinale uitgeschakeld door de uiteindelijke winnaar van de beker FC Dynamo Kiev. In 1986 werd in de ECII twee keer verloren van Ajax. Tot slot deed Bursaspor in 1995 mee aan de Intertoto Cup. Hierin werden ze pas in de laatste wedstrijd uitgeschakeld door Karlsruher SC, waardoor ze net geen ticket konden bemachtigen voor de UEFA Cup. Door het behalen van het kampioenschap in 2010 kwalificeerde de club zich direct voor de groepsfase van de Champions League. Daarin kwam het uit tegen Manchester United FC, Rangers FC en Valencia CF. In het jaar 2011 was de club gekwalificeerd voor de Europa League.

### De jaren 70 - Beginjaren
In het seizoen 1972-1973 werd de club 10de gerangschikt in de competitie. Het volgende seizoen werd de club 9de en in 1974-75 werd de club 13de in de Süper Lig. In 1973 weet de club ook de finale te bereiken van de Turkse beker maar verloor daar uiteindelijk van Fenerbahçe SK. Verder wordt de club nog in het seizoen 1976-77 gerangschikt op een 6de plaats, in het seizoen 1977-78 werden ze 10de en in 1978-79 eindigde men als 12de. Ook werd de club in het seizoen 1979-1980 de 4de van het land. Dit was tot nu toe de hoogste plek die de club kon bereiken.

### De jaren 80 - Professionalisering
In het seizoen 1980-81 werd de club op een 9de plaats gerangschikt in het Süper Lig. In het seizoen 1981-1982 wordt de club gerangschikt op een 13de plaats. En in het seizoen 1982-1983 wordt de club 8ste met 5 punten meer dan Samsunspor dat dit seizoen degradeerde. In het seizoen 1983-84 werd de club nog gedeeltelijk 10de samen met Gençlerbirliği SK en Sariyer GK. Verder werd de club nog in het seizoen 1984-85 gerangschikt op een 13de plaats en in 1985-86 op een 16de plaats van de 19 teams. In het jaar 1986 schreef de club geschiedenis door de Turkse beker te winnen. De club schakelde in de kwartfinales Gençlerbirliği uit, met een 2-1 zege. In de halve finale moest de club het opnemen tegen Sakaryaspor. Bursaspor won ook deze wedstrijd, het werd 1-0. Op 28 mei 1986 speelde Bursaspor de finale tegen Altay. Bursaspor won ook deze wedstrijd, en werd zo winnaar van de Turkse beker. Op 15 juni 1986 werd de supercup gespeeld tegen de Süper Lig-kampioen van 1986 Beşiktaş JK. Deze wedstrijd werd echter verloren met 2-1, door een laat tegendoelpunt. In het seizoen 1986-87 werd de club 16de en mocht dus zo van geluk spreken omdat alleen de laatste twee teams degraderen. In het seizoen 1987-88 werd de club 5de geplaatst in de rangschikking. Verder eindigde Bursaspor in 1988-89 de competitie nog op een 9de plaats en in het seizoen 1989-90 werd de club ook nog eens 6de van het land.

### De jaren 90 - De eerste Gouden periode
In het seizoen 1990-91 werd de club 8ste gerangschikt in de competitie. Dit had de club grotendeels te danken aan topscorer Hakan Şükür. In het seizoen 1991-1992 werd de club weer gerangschikt op een goede 6de plaats. Ook in het seizoen 1992-1993 werd de club 6de in deze competitie. In het seizoen 1993-1994 werd de club 9de en in het seizoen 1994-95 werd de club ook nog eens gerangschikt op een 6de plaats. Ook in het seizoen 1995-1996 werd de club nog eens 9de. In het seizoen 1996-97 werd de club 5de en verder werd ze ook nog in 1997-1998 8ste gerangschikt en in 1998-1999 12de gerangschikt. In het seizoen 1999-2000 werd de club ook nog eens 10de geplaatst.

### 2009-2010 - Het eerste kampioenschap
In het seizoen 2009-2010 werd de club voor het eerst kampioen. Dit werd de 2de club buiten Istanboel die kampioen werd. Ze waren kampioen met maar 1 punt meer dan rivaal Fenerbahçe SK. Door de foute mededeling in het Şükrü Saracoğlustadion, dacht Fener in de laatste week van de competitie kampioen te worden. Er werd gezegd in de stadion dat Bursaspor verloor, en dit werd natuurlijk gevierd bij Fenerbahçe. Na enkele minuten werd de fout hersteld en werd gezegd dat Bursaspor zijn laatste wedstrijd ook had gewonnen. In de Turkse beker deed Bursa het dat seizoen ook goed. De club eindigde op een eerste plaats in de groepsfase, en ging door naar de kwartfinales. Daar verloor de club in de heenwedstrijd wel tegen Fenerbahçe met 3-0, maar in de terugwedstrijd won Bursa met 3-1. Deze score was niet genoeg om naar de halve finales te gaan.

### 2010-2019 - Na de succesjaren
In het begin van het seizoen moest de club nog spelen voor de Turkse supercup. Deze werd verloren met 3-0 tegen Trabzonspor. In het seizoen 2010-2011 eindigde de club op een 3de plaats. Zo wisten ze zich te kwalificeren voor de Europa league. In het Turkse beker deed de club het niet zo goed. Bursa werd uitgeschakeld in de groepsfase, waar men niet verder kwam dan een 3de plaats. In de 3de voorrondes van de Europa league moest Bursa het opnemen tegen het Wit-Russische FC Gomel. Deze wedstrijden won Bursa met scores van 2-1 en 3-1. In de play-off ronde werd de club uitgeschakeld tegen de Belgische ploeg RSC Anderlecht. De eerste wedstrijd eindigde op 1-2 voor Anderlecht, en in de tweede wedstrijd bleef het steken op een 2-2 gelijkspel. In het seizoen 2011-2012 eindigde de club op een 8ste plaats, maar mocht toch spelen voor de play-offs van de Europa league. De eerste wedstrijd was meteen de slechtste. Bursaspor verloor buitenshuis tegen Sivasspor met een 4-0 nederlaag. De 2de wedstrijd van de play-off was tegen Istanbul BB. Deze werd gewonnen met 3-2, en zo was er toch nog hoop om een Europese competitie te halen. Bursa verloor wel de volgende wedstrijd tegen Eskişehirspor met 0-2. Maar de thuiswedstrijd tegen Eskişehirspor won Bursa met 3-2. Ook de volgende wedstrijd werd gewonnen, Bursa won daar tegen Sivas met 2-0. De twee doelpunten kwamen van Turgay Bahadır. Ook de volgende wedstrijd wint Bursa. In Istanboel wist Bursa 4-0 te winnen tegen Istanbul BB. Dus werd de club eerste, en kwalificeerde zich aldus voor de Europa league. In het seizoen 2012-13 ging Bursaspor voor spektakel zorgen in de Europa league. De club verloor de eerste wedstrijd tegen KuPS Kuopio met 0-1. Dit zorgde voor onrust bij de supporters. Maar in de volgende wedstrijd moest Bursa het thuis opnemen tegen Kuopio. Deze wedstrijd werd gewonnen met 6-0, dus mochten ze door naar de play-off ronde. Ditmaal moest de club uit Bursa het opnemen tegen het Nederlandse FC Twente. Bursaspor won de thuiswedstrijd met 3-1, maar verloor in Enschede met 4-1. Deze wedstrijd werd pas in de verlengingen beslist, door een goal van Leroy Fer. Zo werd Bursa uitgeschakeld in de Europa league, en concentreerde de club zich terug op de eigen competitie. In deze competitie werd de club gerangschikt op een 4de plaats en kwalificeerde zich zo dus terug voor de Europa League 2013-14. Aan het einde van het seizoen kwam er slecht nieuws voor de ploeg, namelijk het overlijden van voorzitter İbrahim Yazıcı. In het seizoen 2016-17 wist de club ternauwernood handhaving veilig te stellen door uit met 2-1 te winnen van Trabzonspor. In het seizoen 2017-18 wist de club zich wederom te handhaven door op de 13e plaats te eindigen, met slechts zes punten voorsprong op de degradatiezone. 

### 2019 - 2025 - Het verval
Na enkele jaren degradatie te hebben vermeden, werd degradatie in het seizoen 2018-19 alsnog een feit. In de laatste speelronde van het seizoen moest Bursaspor de zege pakken tegen Yeni Malatyaspor, terwijl degradatieconcurrent Göztepe moest verliezen tegen Ankaragücü. Bursaspor wist te winnen met 2-1, maar ook Göztepe was de sterkste tegen Ankaragücü en won met 2-1. Göztepe eindigde hierdoor op de 15e plaats terwijl Bursapor op de 16e plaats eindigde. Dat betekende dat Göztepe bleef voetballen in de hoogste divisie van Turkije en Bursaspor de Süper Lig moest verlaten na 12 jaar, eveneens de eerste landskampioen in de geschiedenis van het Turks voetbal. Op het tweede niveau had Bursaspor het ook moeilijk met veel bestuurscrisissen en jeugdspelers die het eerste elftal boven water hielden. In het seizoen 2021-22 gebeurde het onvermijdelijke en volgde de degradatie naar de TFF 2. Lig, het derde niveau in de Turkse voetbalpiramide. Hier wist het een seizoen ternauwernood zich te handhaven, maar het seizoen erna gebeurde het onvermijdelijke: degradatie naar de TFF 3. Lig, de laagste professionele voetbalcompetitie.

## Erelijst
| Competitie          | Aantal | Jaren      |
| ------------------- | ------ | ---------- |
| Nationaal           |        |            |
| Süper Lig           | 1x     | 2010       |
| Turkse voetbalbeker | 1x     | 1986       |
| TFF 1. Lig          | 2x     | 1967, 2006 |
| TFF 3. Lig          | 1x     | 2025       |
| President cup       | 2x     | 1971, 1992 |

## Eindstanden
| 4 |

| 9 |

| 13 |

| 8 |

| 10 |

| 13 |

| 16 |

| 17 |

| 5 |

| 9 |

| 6 |

| 8 |

| 6 |

| 6 |

| 9 |

| 6 |

| 9 |

| 5 |

| 8 |

| 12 |

| 10 |

| 14 |

| 10 |

| 15 |

| 16 |

| 4 |

| 1 |

| 10 |

| 13 |

| 6 |

| 1 |

| 3 |

| 8 |

| 4 |

| 8 |

| 6 |

| 11 |

| 14 |

| 13 |

| 16 |

| 6 |

| 10 |

| 17 |

| Süper Lig |

| 1. Lig |

| 2. Lig |

| Süper Lig |

| 1. Lig |

| 2. Lig |

## Algemeen

### Bursa Atatürkstadion
De club speelt zijn thuiswedstrijden in het Bursa Atatürkstadion (Turks: Bursa Atatürk Stadyumu). Dit stadion telt een capaciteit van 25.000 supporters. Het stadion werd gebouwd in 1979. Begin 2012 had het stadion een capaciteit van 18.587 toeschouwers, maar het werd vernieuwd en de capaciteit werd vergroot naar 25.000 supporters.

### Supporters en rivaliteit
De supportersgroep van Bursa, genaamd Teksas, is een van de grootste groepen van het land. Bij de wedstrijden bevinden ze zich op de  zuidtribune (Curva Sud). Teksas is opgericht in 1964 en is hiermee de oudste supportersgroep uit Turkije. Teksas heeft goede banden met de supportersgroep van MKE Ankaragücü;Gecekondu. De grootste rivaal van Bursaspor is Beşiktaş JK. 

## Televisiezender
De club heeft ook een televisiezender: Bursaspor TV. Deze zender begon in 21 maart 2011, met uitzendingen van training en andere sportbranches. De club uit Bursa is de vierde ploeg in Turkije die een zender heeft. De andere drie zijn Galatasaray (GS TV), Beşiktaş JK (BJK TV) en Fenerbahçe SK (FB TV).

## Bursaspor in Europa
Bursaspor speelt sinds 1975 in diverse Europese competities. Hieronder staan de competities en in welke seizoenen de club deelnam:
- Champions League (1x)

2010/11
- Europa League (4x)

2011/12, 2012/13, 2013/14, 2014/15
- Europacup II (2x)

1974/75, 1986/87
- Intertoto Cup (1x)

1995

## Bekende (oud-)spelers
Turken
- Hüseyin Çimşir
- Mustafa Sarp
- Egemen Korkmaz
- Ömer Çatkıç
- Sinan Kaloğlu
- Sercan Yildrim
- Yusuf Şimşek
- Serkan Kurtuluş
- Hakan Şükür
- Serdar Kulbilge
- Ümit Özat
- Ömer Erdoğan
- Ali Tandogan
- Ozan İpek
- Volkan Şen
- Bekir Ozan Has
- Murat Hacıoğlu
- Serdar Aziz
- Cihan Haspolatlı

Amerikanen
- Jozy Altidore

Argentijnen
- Federico Insúa
- Pablo Batalla
- Héctor Damián Steinert
- Leonel Núñez
- Fernando Belluschi

Belgen
- Tom De Sutter
- Jason Vandelannoite

Bosniërs
- Elvir Baljić

Brazilianen
- Wederson
- Mateus

Bulgaren
- Dimitar Ivankov

Engelsen
- Scott Carson

Fransen
- Sébastien Frey

Oostenrijkers
- Turgay Bahadir

Roemenen
- Daniel Pancu
- Giani Stelian Kiriță
- Iulian Miu

Schotten
- Kenny Miller

Serviërs
- Milan Stepanov
- Ivan Ergic
- Nenad Grozdić

Tsjechen
- Tomáš Necid

Tunesiërs
- Riadh Bouazizi

Zambiaan
- Collins Mbesuma

Zweden
- Gustav Svensson

Zuid-Afrikanen
- John Moshoeu